# Kawaswoti
Kawaswoti (nep. कावासोती नगरपालिका) – gaun wikas samiti w zachodniej części Nepalu w strefie Lumbini w dystrykcie Nawalparasi. Według nepalskiego spisu powszechnego z 2001 roku liczył on 1869 gospodarstw domowych i 9634 mieszkańców (4972 kobiet i 4662 mężczyzn).